# Jérôme Thomas
Jérôme Thomas, född 20 januari 1979 i Saint-Quentin, Frankrike, är en fransk boxare som tog OS-silver i flugviktsboxning 2004 i Aten och OS-brons i flugviktsboxning 2000 i Sydney. 

## Meriter

### Olympiska sommarspelen 2008
- Huvudartikel: Boxning vid olympiska sommarspelen 2008

| Tävlande      | Viktklass | Sextondelsfinal      | Åttondelsfinal       | Kvartsfinal          | Semifinal            | Final                |                  |
| Tävlande      | Viktklass | Motståndare Resultat | Motståndare Resultat | Motståndare Resultat | Motståndare Resultat | Motståndare Resultat |                  |
| ------------- | --------- | -------------------- | -------------------- | -------------------- | -------------------- | -------------------- | ---------------- |
| Jérôme Thomas | Flugvikt  | Payano (DOM) L 6-10  | Gick inte vidare     | Gick inte vidare     | Gick inte vidare     | Gick inte vidare     | Gick inte vidare |